# Mohamed Amine Hamia
Mohamed Amine Hamia (sinh ngày 6 tháng 10 năm 1989) là một cầu thủ bóng đá người Algérie. Anh thi đấu cho USM Alger ở Giải bóng đá hạng nhất quốc gia Algérie.

## Thống kê sự nghiệp

### Câu lạc bộ
Tính đến 29 tháng 3 năm 2018
| Câu lạc bộ          | Mùa giải            | Giải vô địch            | Giải vô địch | Giải vô địch | Cúp     | Cúp       | Châu lục | Châu lục  | Khác    | Khác      | Tổng cộng | Tổng cộng |
| Câu lạc bộ          | Mùa giải            | Hạng đấu                | Số trận      | Bàn thắng    | Số trận | Bàn thắng | Số trận  | Bàn thắng | Số trận | Bàn thắng | Số trận   | Bàn thắng |
| ------------------- | ------------------- | ----------------------- | ------------ | ------------ | ------- | --------- | -------- | --------- | ------- | --------- | --------- | --------- |
| JSM Skikda          | 2015-16             | Ligue Professionnelle 2 | 12           | 3            | 0       | 0         | —        | —         | —       | —         | 12        | 3         |
| JSM Skikda          | Tổng cộng           | Tổng cộng               | 12           | 3            | 0       | 0         | —        | —         | —       | —         | 12        | 3         |
| Olympique de Médéa  | 2015-16             | Ligue Professionnelle 2 | 12           | 10           | 0       | 0         | —        | —         | —       | —         | 12        | 10        |
| Olympique de Médéa  | 2016–17             | Ligue Professionnelle 1 | 14           | 6            | 1       | 1         | —        | —         | —       | —         | 15        | 7         |
| Olympique de Médéa  | Tổng cộng           | Tổng cộng               | 26           | 16           | 1       | 1         | —        | —         | —       | —         | 27        | 17        |
| CR Belouizdad       | 2016–17             | Ligue Professionnelle 1 | 12           | 7            | 2       | 1         | —        | —         | —       | —         | 14        | 8         |
| CR Belouizdad       | 2017–18             | Ligue Professionnelle 1 | 11           | 2            | 0       | 0         | —        | —         | —       | —         | 11        | 2         |
| CR Belouizdad       | Tổng cộng           | Tổng cộng               | 23           | 9            | 2       | 1         | —        | —         | —       | —         | 25        | 10        |
| USM Alger           | 2017–18             | Ligue Professionnelle 1 | 3            | 0            | 1       | 0         | 0        | 0         | —       | —         | 4         | 0         |
| USM Alger           | Tổng cộng           | Tổng cộng               | 3            | 0            | 1       | 0         | 0        | 0         | —       | —         | 4         | 0         |
| Tổng cộng sự nghiệp | Tổng cộng sự nghiệp | Tổng cộng sự nghiệp     | 64           | 28           | 4       | 2         | 0        | 0         | —       | —         | 68        | 30        |

## Danh hiệu

### Câu lạc bộ
CR Belouizdad
- Cúp bóng đá Algérie (1): 2017

Olympique de Médéa
- Giải bóng đá hạng nhì quốc gia Algérie (1): 2015-16
- Topscorer of 2015–16 Giải bóng đá hạng nhì quốc gia Algérie[3]